# Пасјача
Пасјача је планина у југоисточном делу Србије у близини Прокупља. Припада Родопским планинама. 
Највиши врх је Орлов камен висок 971 метар.
Планина је прекривена шумом и пашњацима. Богата је и рудама фелдспата, берила и графита.